# Estación de Alameda
Alameda es una estación intercambiador de las líneas 3, 5, 7 y 9 de Metrovalencia. Se inauguró el 5 de mayo de 1995, junto con el resto de estaciones de la línea 3 entre Rafelbunyol y esta. Hasta la entrada en servicio de la ampliación de la línea 3 hacia Avinguda del Cid, en 1998, Alameda fue la estación terminal de la línea.
Diseñada por el arquitecto Santiago Calatrava, se encuentra bajo el antiguo cauce del río Turia a la altura del paseo de la Alameda de Valencia, bajo el puente de la Exposición conocido popularmente como puente de la Peineta.
Como curiosidad, cuenta con una figura de Santa Bárbara, en la bifurcación que existe entre los túneles sentido Colón. Colocada en 1994 durante los trabajos de perforación, no fue descubierta hasta 2013 cuando un usuario fotografió la imagen de la Santa.

## Accesos
La estación dispone de dos accesos en el paseo de la Ciudadela y dos más en el paseo de la Alameda, además de un ascensor en cada uno de ellos.